# Looiakkers

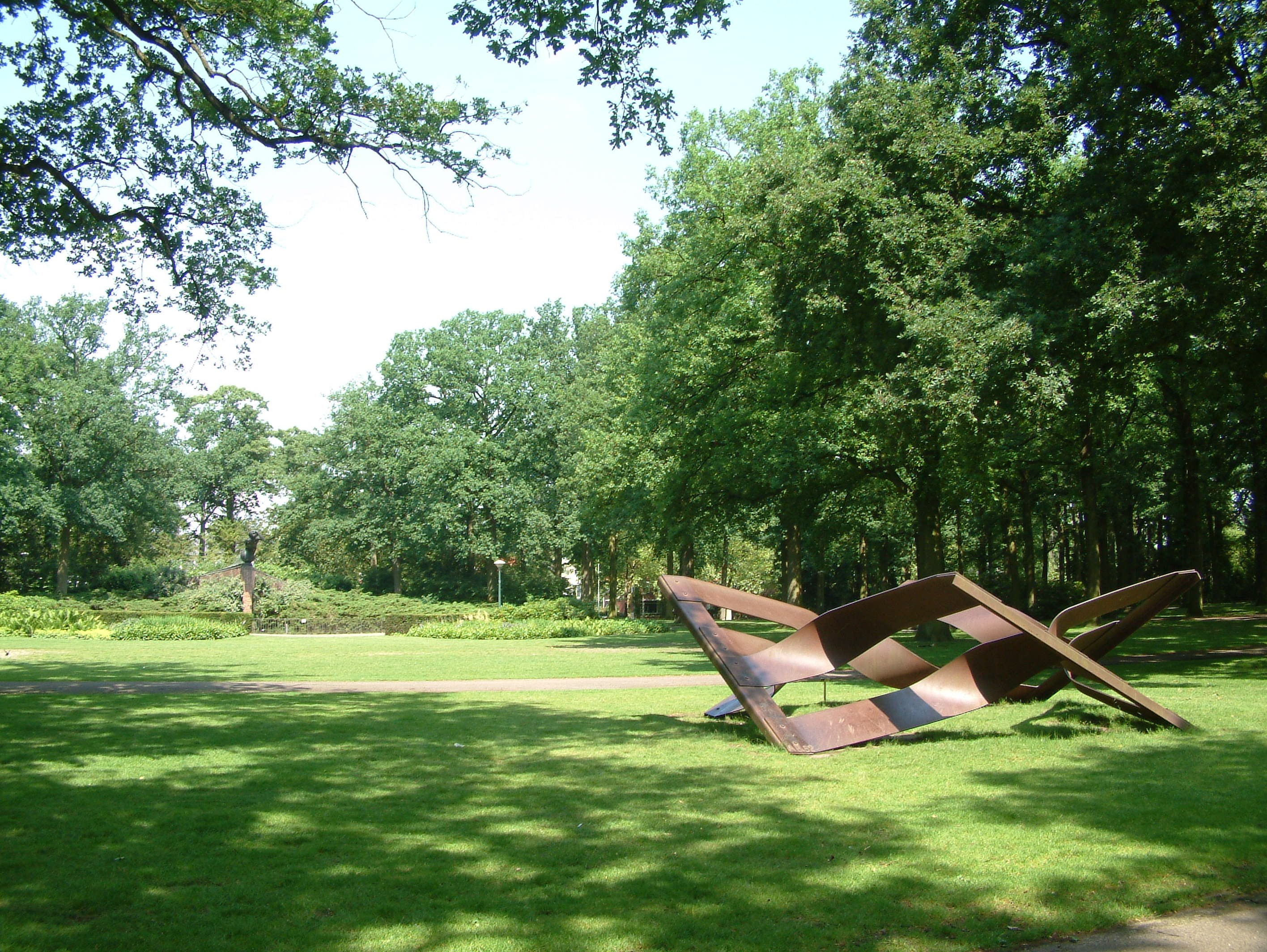
Het stadswandelpark is het grootste gedeelte van Looiakkers

Looiakkers is een buurt in het stadsdeel Stratum in de stad Eindhoven, in de Nederlandse provincie Noord-Brabant. De wijk ligt ten zuidoosten van Eindhoven Centrum, binnen de ringweg. Op 1 januari 2023 telde de buurt 700 inwoners, verdeeld over 416 woningen, met een gemiddelde WOZ-waarde van € 375.000, op een oppervlakte van 0,23 km².
De buurt ligt in de wijk Oud-Stratum die bestaat uit de volgende buurten:
- Irisbuurt
- Rochusbuurt
- Elzent-Noord
- Tuindorp (Witte Dorp)
- Joriskwartier (Heistraat)
- Bloemenplein
- Looiakkers
- Elzent-Zuid

Het stadswandelpark ligt in deze buurt.